# سكباج
السِّكْباجُ أو الصَّعْفَصةُ هو وجبة تتكون من اللحم والخل المُبهر بالتوابل، وتُسمّى القطعة الواحدة منه بالسكباجة. وهو من أشهر المأكولات العربية القديمة، ووردت عدة وصفات مفصلة لها في كتب الطبخ العربية القديمة، مثل طريقة عمل السكباج بالباذنجان. وقد انتشر هذا الطبق في الأندلس وانتقل عبر الإسبان في العالم، سكباج أندلسي.

## التاريخ
ذُكر السكباج في العديد من أشعار العرب، فمنه لعبد الملك بن محمد بن إسماعيل:
وسكباجة تشفي السقام بطيبها ... على أنها جاءت بلون سقيم
إذا زارها أيدي الرجال تزاحمت ... كأيدي نساء في ظلال نعيم
ومنه أيضاً:
فتنتنا بريحها السكباجه ... فتركنا من أجلها ألف حاجة
وقد ذُكر أيضاً في كتاب الطبيخ عام 1225م لمحمد بن الحسن البغدادي كما يلي:
«السكباج، وصنعته أن يُقطّع اللحم السمين أوساطاً، ويُجعل في القدر، وغمره ماء وكسفرة خضراء وعود دار صيني وملح قدر الحاجة. ثم إذا غلى تخرج رغوته وزبده بالمغرفة ويُرمى. ثم يجعل عليه كسفرة يابسة وتنحى عنه الخضراء. ثم يُؤخذ البصل الأبيض والكرّاث الشامي والجزر، إذا كان أوانه، أو الباذنجان ويُقشر الجميع ويُشق البذنج صليباً ويُسلق في قدر أخرى في ماء وملخ نصف سلقة، ثم يُنشف من مائه ويُترك في القدر فوق اللحم، وتلقى عليه الأباريز ويُعدل ملحه، فإذا قارب النضج يُؤخذ خل خمر ودبس، ومن أحب جعل العسل إلا أنها بالدبس أليق، وتمزج مزاجاً معتدلاً في الحموضة والحلاوة، ثم يُصب في القدر فتغلى ساعة، فإذا أراد قطع النار أخذ من المرقة قليلاً وداف فيه قدر الحاجة زعفراناً وصبّه في القدر. ثًم يؤخر لوز مقشر حلو مفرد بنصفين، ويُترك في رأس القدر مع يسير عناب وزبيب وتين يابس، وتُغطّى ساعة حتى تهدأ على حموة النار، وتُمسح جوانبها بخرقة نظيفة، ويُرش على القدر ماء ورد. فإذا هدأت على النار رفعت.»
أما ابن سيّار فقد وصفها في كتابه كالآتي:
تُصنعُ الأكلة من لحم مطبوخ بمرق مثّخنٍ باللوز المطحون، ويسميه الأكديون لوزو، ومُطّيب بالخل والعسل والتوابل.

## وصلات خارجية
- وصفة عمل وجبة السكباج مرفقة بالصور.